# Trente-trois Orientaux
 (avril 2025).

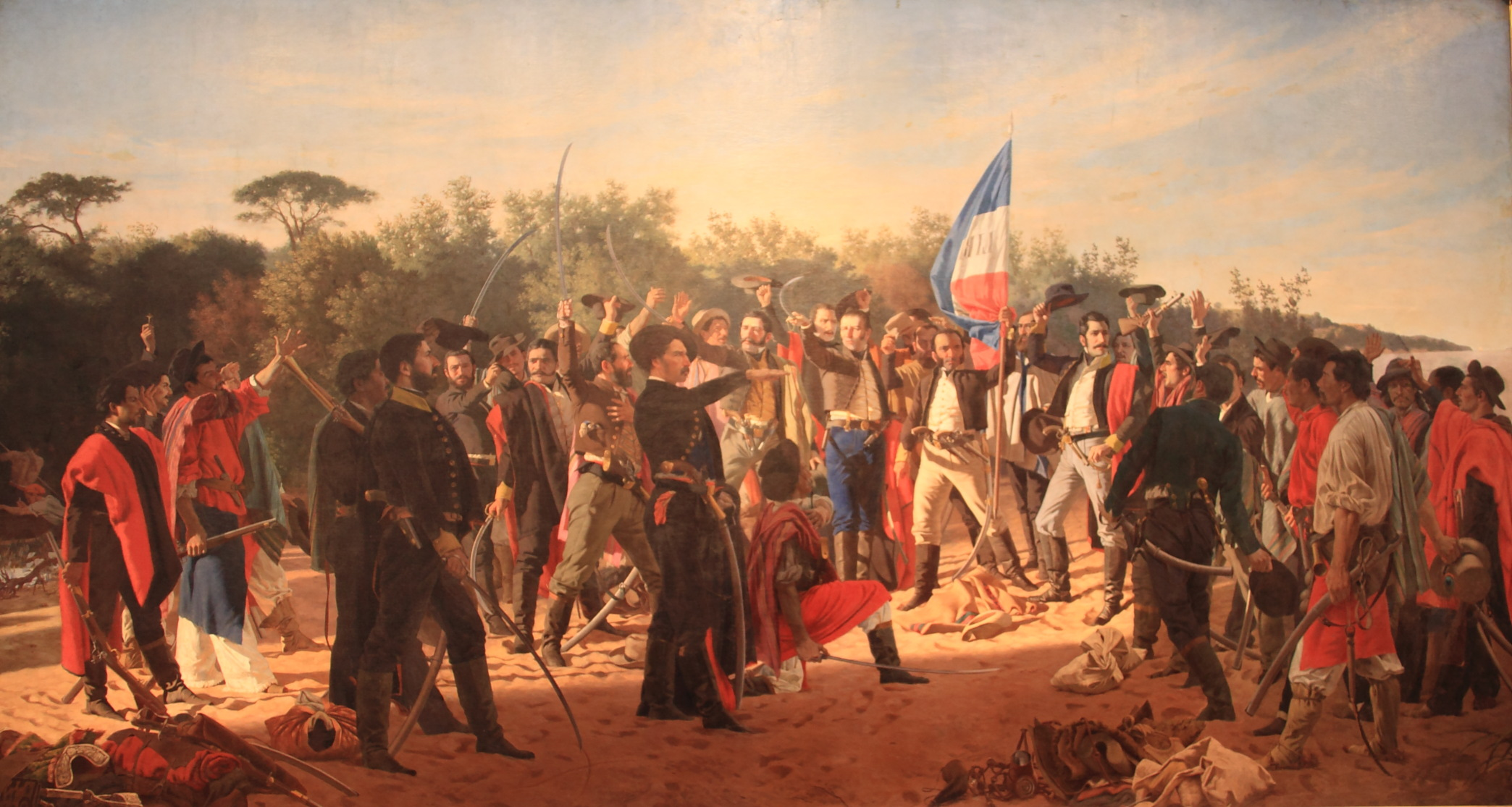
Les Trente-trois Orientaux.

Les Trente-trois Orientaux (en espagnol Treinta y Tres Orientales) est le nom que prirent les hommes conduits par Juan Antonio Lavalleja (et en moindre mesure par Manuel Oribe) qui commencèrent une insurrection en 1825 en partant de l'actuelle Argentine pour obtenir l'indépendance de la Province orientale (l'actuel Uruguay), alors sous domination brésilienne.

## Antécédents historiques
Entre 1816 et 1820, l'invasion et l'occupation portugaise de la Province orientale, appelée alors la Bande orientale (ou Banda Oriental), s'effectua sur un territoire qui comprenait l'actuel Uruguay et une partie de l'actuel État brésilien du Rio Grande do Sul. Les forces portugaises s'imposèrent facilement face à la résistance des forces de José Artigas qui, mis en échec, a dû abandonner la province en 1820, pour être ensuite exilé au Paraguay.
En février 1824 la Province orientale fut annexée au Brésil (après l'indépendance de ce dernier), sous le nom de Province cisplatine. Préalablement, pendant les années 1822 et 1823 un mouvement séparatiste dirigé par plusieurs partisans de l'union des Provinces-Unies du Río de la Plata, avait été dissous et arrêté par les dirigeants brésiliens.

## L'organisation
L'un des chefs militaires de ce groupe fut Juan Antonio Lavalleja, qui avait déjà combattu contre les Portugais avec Artigas. C'est lui qui organisa depuis Buenos Aires (où il était exilé) une expédition militaire dans le but d'expulser les dirigeants brésiliens et d'unir la Province orientale avec les Provinces-Unies du Río de la Plata, comme l'avait été l'intention du mouvement séparatiste des années 1822 et 1823.
L'expédition disposa de l'appui de quelques riches propriétaires éleveurs de la province de Buenos Aires qui voyaient un danger pour leurs intérêts dans l'occupation brésilienne de la Province cisplatine, puisque leurs semblables du Rio Grande do Sul leur faisaient concurrence et disposaient d'un grand nombre de saloirs à viande et des vastes plaines de la Cisplatina. Juan Manuel de Rosas fut l'un de ces derniers et donna une importante contribution financière aux Orientaux exilés.

## Le débarquement

Le drapeau des Treinta y Tres.

Le 15 avril 1825, Lavalleja et ses hommes embarquèrent à San Isidro (près de Buenos Aires), traversèrent le fleuve Uruguay dans deux vedettes et débarquèrent à l'aube du 19 avril sur la plage de la Charmante (Playa de la Agraciada), connue comme étant le « Grand Banc de sable » (Arenal Grande) pour ses 13 km de plage. Là, ils plantèrent le drapeau aux trois bandes horizontales rouge, bleue et blanche, couleurs utilisées en son temps par Artigas. L'évènement fut par la suite représenté en 1877 par l'un des tableaux parmi les plus fortement inscrits dans la mémoire des Uruguayens par le peintre Juan Manuel Blanes, qui fréquenta souvent les personnes ayant eu un rôle dans l'histoire du pays, et qui effectua même pour l'occasion une reconstruction détaillée des caractères physionomiques des protagonistes, en interrogeant les survivants et en rassemblant une très importante quantité d'informations.

## Développement de la campagne

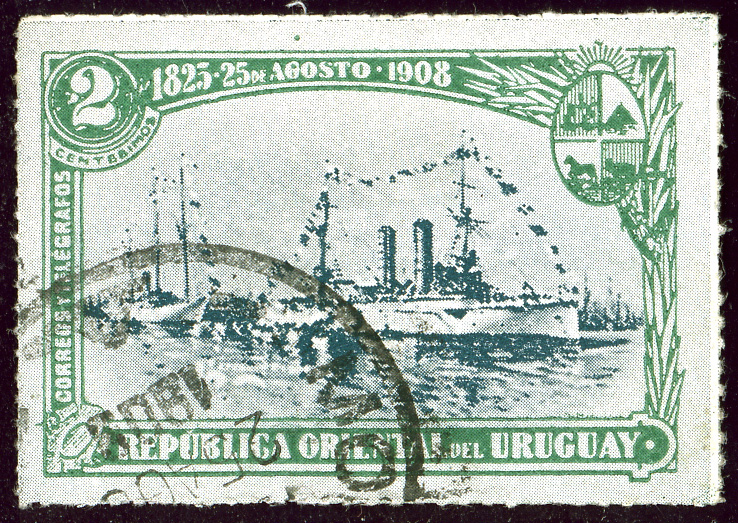
Le 25 août 1825 commémoré en 1908.

Les Trente-trois parvinrent à rallier les compatriotes à la cause contre la domination brésilienne et ils encerclèrent Montevideo dès le 20 mai 1825. Les autorités brésiliennes quittèrent le territoire. Le 14 juin les Trente-trois créèrent la ville de Florida et y placèrent un gouvernement provisoire qui convoqua des représentants élus pour rédiger une législation provinciale, on connaît cette réunion comme la Salle de Représentants (Sala de Representantes) ou plus communément comme l'Assemblée de Florida (Asamblea de La Florida).
Le 25 août, cette représentation déclara l'indépendance de la Province orientale par rapport au Brésil, et demanda à être intégrée à l'union des Provinces-Unies du Rio de la Plata. Celles-ci reconnurent l'intégration de cette province le 24 octobre 1825, ce qui eut pour conséquence la déclaration de guerre en décembre de la même année par l'empire du Brésil.
Ce conflit dura jusqu'au mois d'août 1828 et après la médiation de John Ponsonby, représentant sur place l'Empire britannique, la Province orientale fut reconnue comme un État indépendant tant des Provinces-Unies du Rio de la Plata comme de l'empire du Brésil, grâce à l'accord connu sous le nom de Convention préliminaire de paix (Convención Preliminar de Paz) du 27 août 1828.

## Combien étaient les Trente-trois Orientaux?
Le nombre de ces expéditionnaires en 1825 fit l'objet de diverses polémiques à partir de l'existence de diverses listes de ces derniers, publiées entre 1825 et 1832. Bien que le nombre de trente-trois soit celui officiellement admis, les noms diffèrent d'une liste à l'autre, les rédacteurs firent des confusions au sujet des surnoms de certains membres de l'expédition. À cela on doit ajouter le fait des désertions de certains d'entre eux, ce qui fit que certains noms furent rayés par la suite.
Il faut aussi ajouter que tous n'étaient pas des Orientaux (ceux que nous nommons aujourd'hui Uruguayens), puisque l'on a compté dans leurs rangs plusieurs Argentins de la province de Parana, et aussi des Paraguayens.
L'historien uruguayen Aníbal Barrios Pintos, dans son livre Los libertadores de 1825 (Les libérateurs de 1825), publié à Montevideo en 1976, réunit des données biographiques sur 48 membres de l'expédition.